# Дуб черешчатий (Херсон, Шевченківський парк)

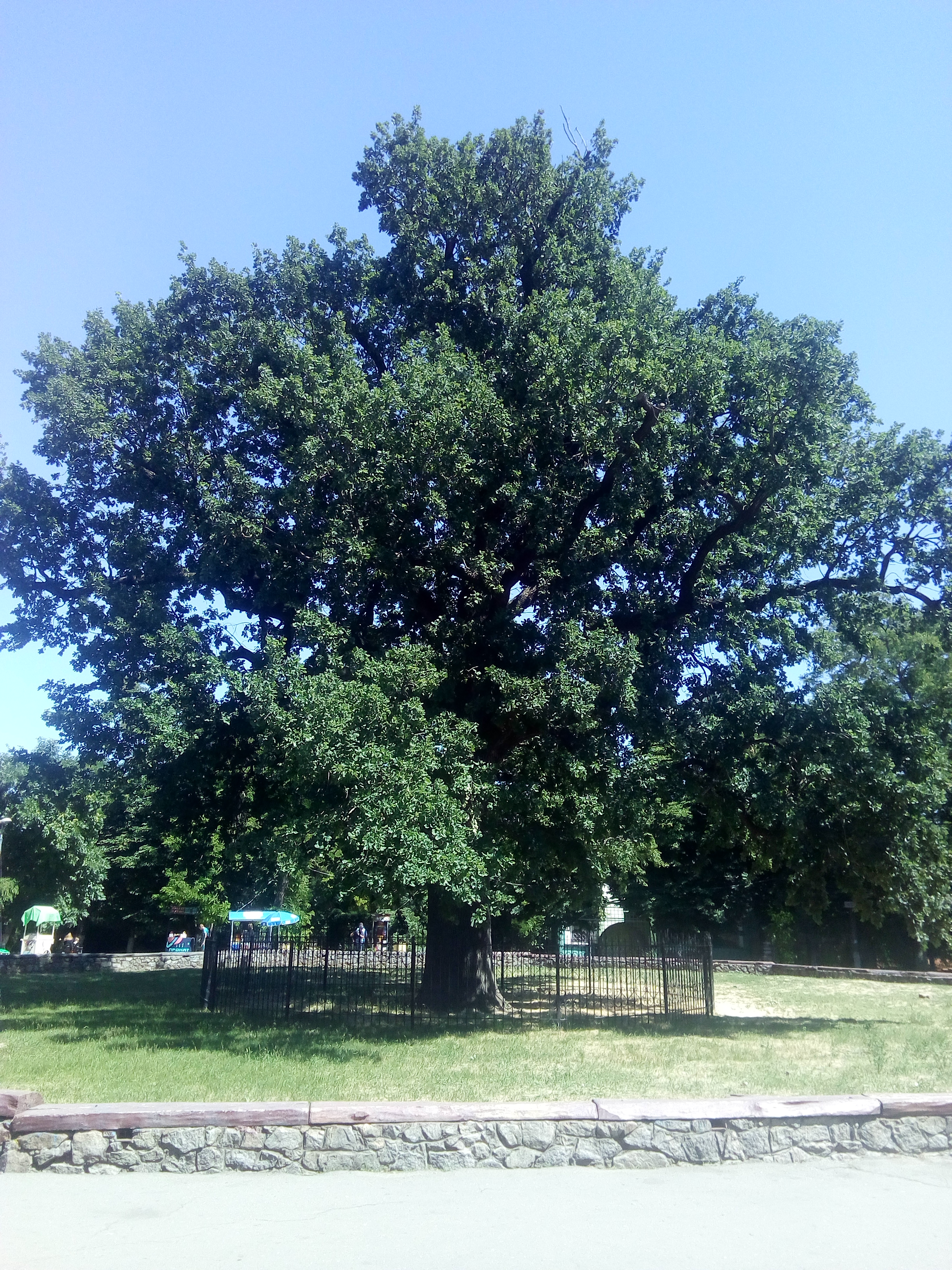

Херсонський дуб — належить до виду дуб звичайний — Quercus robur L. (розлогий черешчатий дуб) у центральному парку міста, якому 130—140 років, один із символів Херсона. Ботанічна пам'ятка природи місцевого значення.
Статус пам'ятки природи був наданий розпорядженням обласної Ради народних депутатів від 22.04.1964 № 238. Перезатверджено рішенням облвиконкому від 19.08.83 № 441/16. Дерево перебуває у віданні Шевченківського парку.

## Історична цінність об'єкта
Найстаріший у місті парк був закладений за розпорядженням князя Потьомкіна Таврійського в 1785 році, але в XIX ст. дерева вирубали, перетворивши це місце в плац — парадну площу, тут же проводилися кінні скачки. У 1869 році парк було відроджено з ініціативи віце-губернатора Дениса Гавриловича Карновича. Саме він ухвалив рішення відновити парк і розпорядився висадити тут дерева. На його честь парк до революції називався «Денисівський».
У 1880 році, відзначаючи 25-річчя правління імператора Олександра II, парк перейменували в Олександрівський.
У самому центрі парку розрісся величезний черешчатий дуб
.
Дуб — своєрідне ядро парку, від нього розходяться в різні боки, як промені, вісім тінистих алей. У реєстрі-довіднику вказано, що дуб посаджений під час закладки парку в 1869 році. У книзі «Пам'ятки природи Херсонської області» вказано дату взяття дуба під охорону у 1972 році та дату посадки дуба — 1896 рік. А на поштовій листівці з його зображенням написано: «Херсон. Дуб в парке, посаженный Императором Александром III». Самодержець Росії помер у 1894 році. Враховуючи роки активної державної діяльності Олександра III та його відвідини Херсона, датою посадки дуба можна вважати 1885—1890 роки.
«К сожалению, нет точных сведений о том, когда именно Александр ІІІ посадил дерево в Херсоне. Известно, что он приезжал с отцом на юг в 1875 году. В Одессе Александр ІІ тогда высадил мемориальный дубок. Может, и его сын испробовал легкость своей руки в Херсоне? А может, это случилось в 1888 году, когда, уже как император, Александр ІІІ вновь посетил Херсонскую губернию».

## Рекреаційна цінність об'єкта
Цей заповідний об'єкт має певну рекреаційну цінність. Пам'ятка природи є одним з визначних місць Херсона, яке відвідують мешканці та гості міста. Під час свят територія навколо є місцем масових гулянь та проведення культурних заходів. Цьому сприяє розвинена рекреаційна інфраструктура прилеглої території. Завдяки сприятливому розташуванню дуба у центрі міста, біля нього розташовані лави для відпочинку, атракціони, розважальний комплекс, кафе, торговельні кіоски. А отже, люди мають можливості для повноцінного відпочинку, спілкування, оздоровлення.